# Bernard Seurre
Bernard Gabriel Seurre lub Seurre Starszy (ur. 11 lipca 1795 w Paryżu, zm. 3 października 1867 tamże) – francuski rzeźbiarz romantyzmu. Jego młodszy brat, Charles Émile Seurre (1798–1858), również był rzeźbiarzem.

## Życiorys
Kształcił się w paryskim warsztacie Pierre’a Cartelliera. W 1818 otrzymał nagrodę Prix de Rome w dziedzinie rzeźby.

## Ważne dzieła

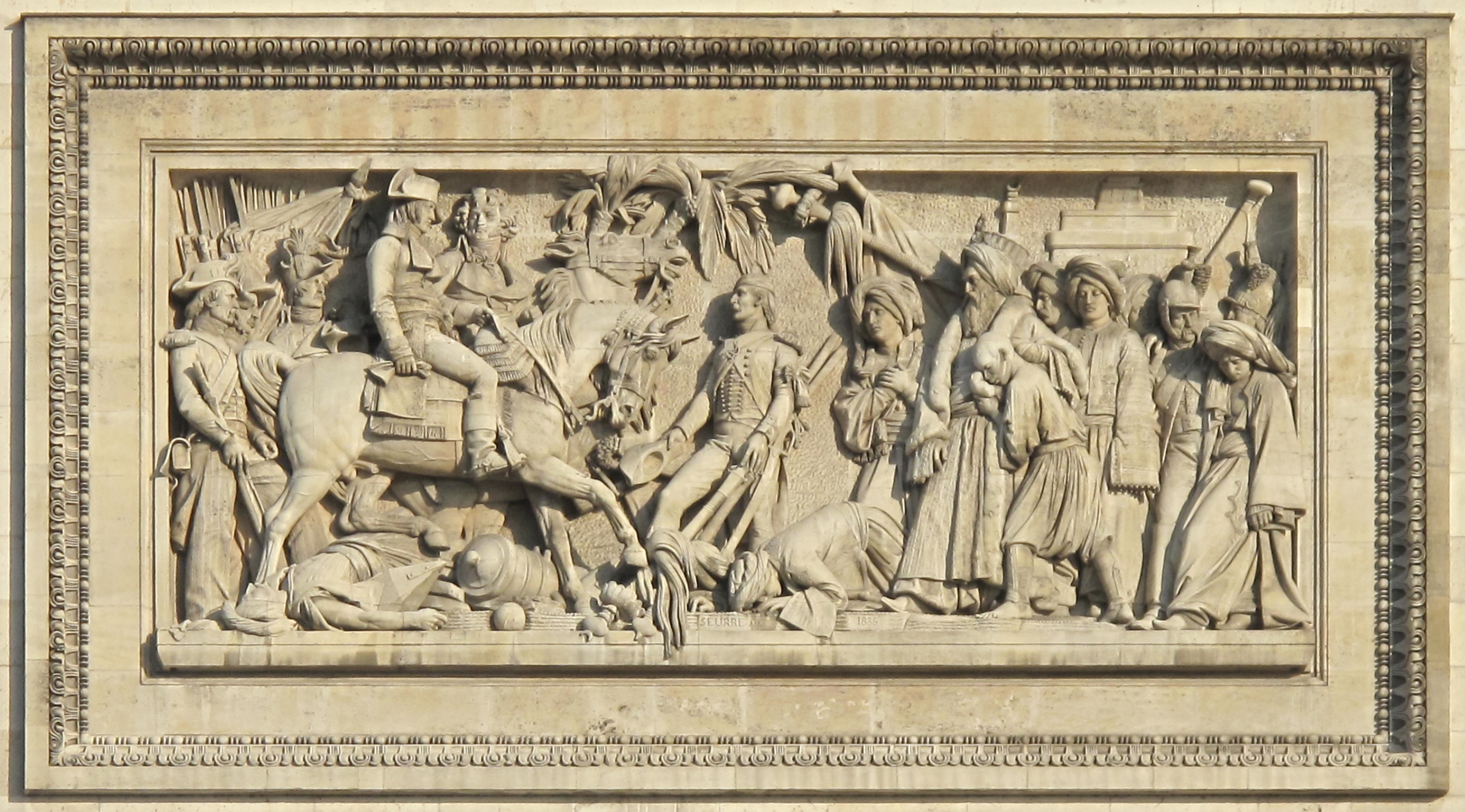
Bitwa pod Abukirem, Łuk Triumfalny
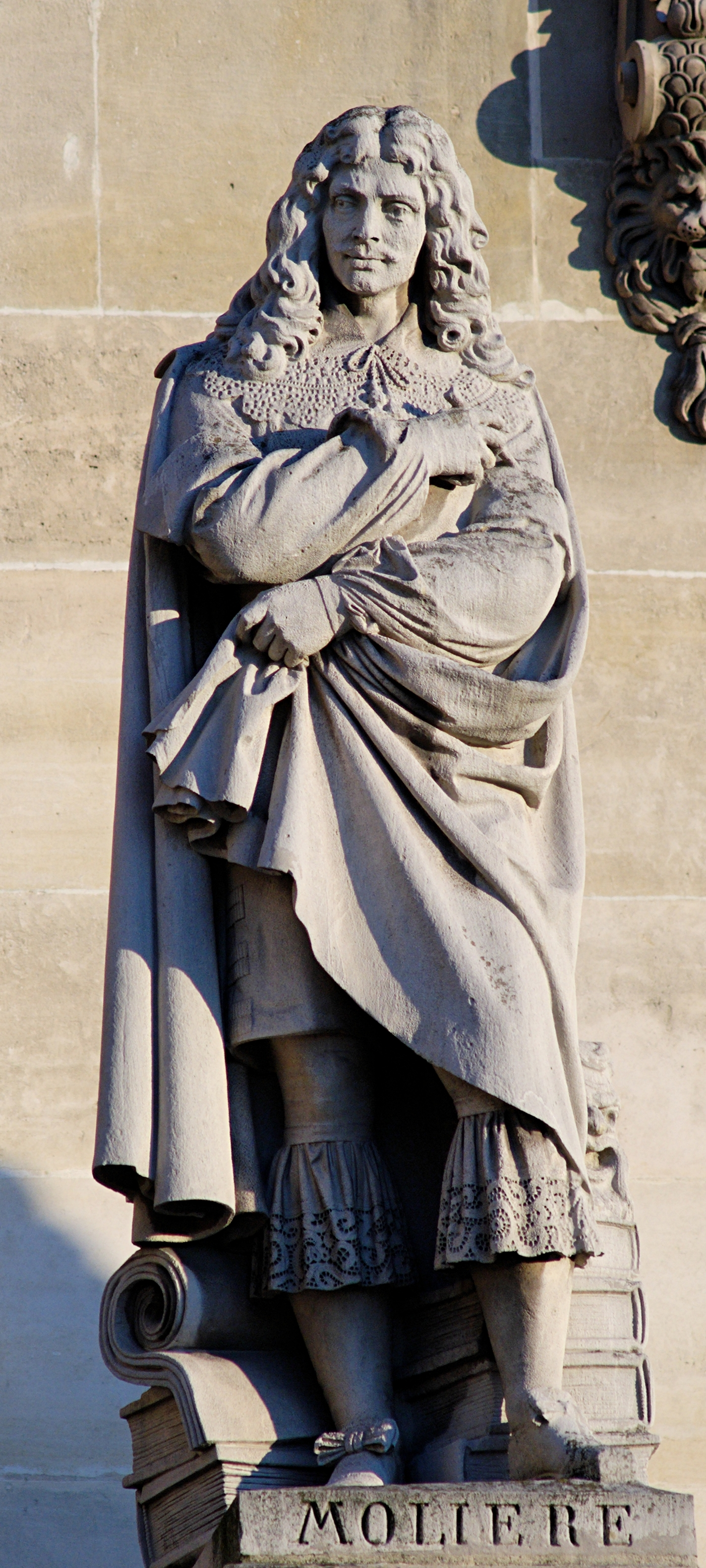
Molière, dziedziniec Napoleona w Luwrze